# Lê Minh Khuê
Lê Minh Khuê (6 tháng 12 năm 1949) là nhà văn nữ Việt Nam chuyên viết truyện ngắn về cuộc sống chiến đấu của tuổi trẻ trên tuyến đường Trường Sơn, đặc biệt là nhân vật người phụ nữ, cô thanh niên xung phong

## Tiểu sử
Lê Minh Khuê tên thật là Lê Thị Minh Khuê sinh ngày 6 tháng 12 năm 1949 tại quê ngoại Lan Châu, Nông Cống, tỉnh Thanh Hóa. Quê nội bà ở phường Hải An, thị xã Nghi Sơn, tỉnh Thanh Hóa. Ông nội và ông ngoại bà là nhà nho, cha là thầy giáo dạy trung học. Cha mẹ mất sớm, bà lớn lên trong gia đình dì ruột, chú và dì đều là giáo viên trung học.
Năm 1965, Lê Minh Khuê tham gia lực lượng Thanh niên xung phong chống Mỹ. Năm 1967 bà có những bài báo đầu tiên và năm 1969 bắt đầu viết văn. Đề tài chính của thời kỳ chiến tranh trong sáng tác của bà là đời sống cuộc chiến, máu lửa nhưng con người được tinh thần lạc quan liên kết, là cuộc sống chiến đấu của tuổi trẻ ở tuyến đường Trường Sơn. Truyện của bà thay đổi đề tài từ những năm 1984 vì theo bà, người Việt Nam thay đổi ngay từ năm 1975 khi hết chiến tranh, do đó không còn viết như cũ. Tác phẩm của nhà văn trong thời kì này bám sát những biến chuyển của đời sống xã hội và con người trên tinh thần đổi mới.
Lê Minh Khuê chuyên viết truyện ngắn và truyện vừa. Truyện của bà được dịch và xuất bản tại các nước Hoa Kỳ, Đức, Thụy Điển, Ý và Hàn Quốc.
Bên cạnh việc viết văn, Lê Minh Khuê từng là phóng viên báo Tiền phong, phóng viên Đài Phát thanh Giải phóng (đi B, về Đà Nẵng năm 1975 cùng đơn vị quân đội), phóng viên Đài Truyền hình Việt Nam, biên tập viên Nhà xuất bản Hội Nhà văn từ 1978 đến khi nghỉ hưu.
Bà có tên trong Từ điển Tiểu sử Văn học (Dictionary of Literary Biography) phần Southeast Asian Writers (các nhà văn Đông Nam Á) cùng với 5 nhà văn Việt Nam..

## Tác phẩm
Truyện ngắn Những ngôi sao xa xôi viết năm 1971, in trên tạp chí "Tác phẩm mới" cùng năm đó, đã được đưa vào sách giáo khoa Ngữ văn lớp 9 (tập 2). Truyện ngắn này cũng được in trong tuyển tập The Art of the Short Story của Nhà xuất bản Wadsworth, Hoa Kỳ, được bình chọn là một trong những truyện ngắn hay nhất bên cạnh tác phẩm của nhiều tác giả nổi tiếng thế giới..
Tác phẩm chính đã xuất bản:

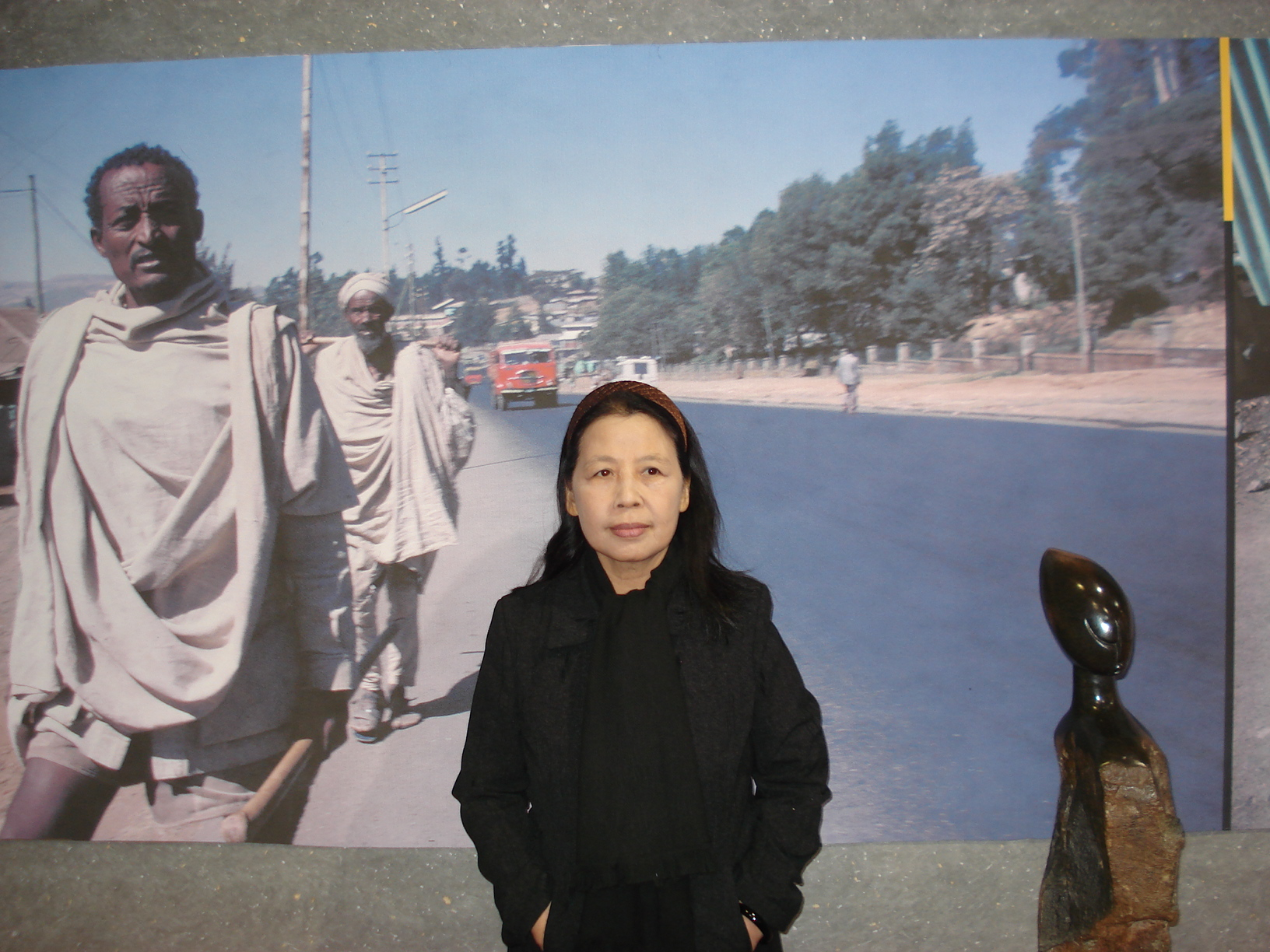
Lê Minh Khuê tại Liên hoan văn học Á Phi, Hàn Quốc, 2007.

- Những ngôi sao xa xôi (tập truyện, Nhà xuất bản Kim Đồng 1973, tái bản có bổ sung 2006)
- Cao điểm mùa hạ (tập truyện, Nhà xuất bản Quân đội 1978)
- Đoạn kết (tập truyện, Nhà xuất bản Phụ Nữ 1982)
- Một chiều xa thành phố (tập truyện, Nhà xuất bản Tác phẩm Mới 1986)
- Tôi đã không quên (truyện vừa, Nhà xuất bản Công An 1991, tái bản tại Nhà xuất bản Hội Nhà văn 2004)
- Bi kịch nhỏ (tập truyện, Nhà xuất bản Hội Nhà Văn 1993)
- Lê Minh Khuê truyện ngắn (tập truyện, Nhà xuất bản Văn Học 1994)
- Trong làn gió heo may (tập truyện, Nhà xuất bản Văn Học 1999).
- Màu xanh man trá (tập truyện, Nhà xuất bản Phụ Nữ 2003);
- Những dòng sông, buổi chiều, cơn mưa (tập truyện, Nhà xuất bản Phụ Nữ 2002);
- Một mình qua đường (tập truyện, Nhà xuất bản Hội Nhà Văn 2006);
- Những ngôi sao, Trái đất, dòng sông (tập truyện, Nhà xuất bản Phụ Nữ, 2008)
- Nhiệt đới gió mùa (tập truyện, Nhà xuất bản Hội Nhà Văn, 2012)
- The Stars, The Earth, The River (tập truyện, Nhà xuất bản Cubstone Press, Mỹ, 1996)[3].
- Monsunens sista regn (tập truyện, Nhà xuất bản Tranan, Thụy Điển, 2008)[4].
- Fragile come un raggio di sole (tập truyện, Nhà xuất bản O barra O, Ý, 2010)[5].
- Kleine Tragödien (tập truyện, Nhà xuất bản Mitteldeutscher, Đức, 2011)[6].
- Làn gió chảy qua (tập truyện, Nhà xuất bản Trẻ, 2016).

## Giải thưởng
- Giải thưởng Hội Nhà văn Việt Nam năm 1987 (tập truyện ngắn: Một chiều xa thành phố).
- Giải thưởng Hội Nhà văn Việt Nam năm 2000 (tập truyện ngắn Trong làn gió heo may).
- Giải thưởng văn học mang tên văn hào Byeong-ju Lee của Hàn Quốc, năm 2008 [7].
- Giải thưởng Nhà nước về văn học nghệ thuật năm 2012
- Giải thưởng Hội Nhà văn năm 2017 (tập truyện ngắn Làn gió chảy qua).

## Đánh giá
| “                                          | Dù xảy ra trong quá khứ hay hiện tại, những truyện ngắn sắc sảo, đôi lúc buồn cô quạnh trong tập truyện của Lê Minh Khuê đều chịu ảnh hưởng sâu đậm của chiến tranh và sự xâm lǎng. Tập truyện này quan tâm tới tình yêu và sự đói nghèo, lòng tham và ngờ vực, phẩm giá và cái chết- và hậu quả dai dẳng của cuộc chiến tới những ai may mắn sống sót. Qua bản dịch, tác giả đã hiện ra, một người có vǎn phong đẹp, nghiêm trang cùng với sự châm biếm tinh tường, đồng thời có khả nǎng trong những nhận xét đầy khơi gợi... | ” |
| — New York Times số ra thứ Bảy, 21/10/1995 | |   |

| “                     | Lê Minh Khuê khéo viết đối thoại. Gọn gàng, chắc chắn, hiếm khi thừa lời và có ấn tượng. Những đối thoại chính xác, chứa đầy thông tin và ngổn ngang tâm lý. Xin hãy lưu ý giọng người bạn đồng nghiệp của Mi, điềm đạm, thấu hiểu và đầy kiềm chế. (truyện ngắn Cơn mưa cuối mùa). Đấy là giọng của Lê Minh Khuê, xuyên suốt qua những tác phẩm của chị. Đấy cũng là giọng thực của chị, ở giữa đời. | ” |
| — Nhà văn Hồ Anh Thái | |   |

| “                                                  | Cảm hứng thế sự chi phối chặt chẽ đến hệ thống hình tượng trong tác phẩm của Lê Minh Khuê. Nổi bật và xuyên suốt trong truyện ngắn của tác giả là hình tượng con người bế tắc và bất lực. Họ ý thức sâu sắc về cái cuộc sống tồi tệ đang phải chịu đựng nhưng không có cách gì thoát ra được. Đau đớn bởi sự tối tăm, cùn mòn, khát khao được thay đổi, nhưng họ biết rõ hơn ai hết về sự bất lực, vô vọng của chính mình. Nhà văn thường bắt đầu vấn đề từ những tình huống đời sống rất đỗi bình thường, với một lối kể, tả khá tự nhiên, nhuần nhị... ... Không ngần ngại "thọc tay" vào những góc cạnh dữ dằn, gai góc của đời sống, kêu gọi sự tỉnh táo nhận thức, nhìn thẳng sự thật, bóc trần ảo tưởng, Lê Minh Khuê đã đặt ra một cách trực diện nhiều vấn đề thiết cốt của đời sống đương đại. Nhiều truyện ngắn của tác giả này hấp dẫn người đọc bởi tính thời sự của những vấn đề xã hội đặt ra, sự tinh tế trong việc diễn tả tâm lý, cái nhìn hài hước mà chua xót về các trạng huống đời sống, sự sinh động của những chi tiết mô tả... | ” |
| — Lê Hồ Quang - giảng viên khoa Văn, đại học Vinh. | |   |

| “                     | Độc giả Mỹ của ngày hôm nay đã đến mức đòi hỏi tính ẩn dụ tinh tế. Lê Minh Khuê thực sự làm chủ được phép so sánh chính xác. Dưới ngòi bút của bà, lối so sánh đặc biệt mang tính giản dị... Từng truyện ngắn khuấy động để người đọc nghĩ ngợi xa hơn, đưa con người đến một tương lai mà nhà văn hàm ý hơn là nói trực diện. | ” |
| — Báo Tin Sáng Dallas | |   |